# Giresunspor
Maillots
Dernière mise à jour : 11 novembre 2023.
Le Giresunspor Kulübü est un club turc de football basé à Giresun.
Giresunspor est un club de football initialement fondé en 1925, puis refondé en 1967 avec le rassemblement de toutes les équipes de la ville pour former un seul club de football dans la ville de Giresun. Le surnom de l'équipe est "Çotanaklar" (se lit tchotanaklar). En turc le "Çotanak" est le feuillage de la noisette, que l'on retrouve sur le blason de l'équipe. Cette référence vient du fait que la ville de Giresun est la capitale mondiale de la noisette. 

## Historique
- 1967 : fondation du club
- 1971 : première présence en première division
- 1977 : relégation en deuxième division, après six années passées à ce niveau
- 2021 : retour en Süper Lig, après 44 années d'absence

## Parcours
- Championnat de Turquie : 1971-1977, 2021-
- Championnat de Turquie D2 : 1967-1971, 1977-1978, 1979-1986, 1988-1991, 1993-1995, 1997-2000, 2007-2012, 2014-2021
- Championnat de Turquie D3 : 1978-1979, 1986-1988, 1991-1993, 1995-1997, 2000-2001, 2005-2007, 2012-2014
- Championnat de Turquie D4 : 2001-2005

## Personnalités du club

### Les présidents
- Osman Çırak
- Mehmet Fatih Kitapçı
- Hasan Gürel
- Yılmaz Sütlaç
- Ahmet Kaya Tirali
- Mehmet Ali Güney
- Orhan Yılmaz
- Ali Küçükaydın
- İbrahim Türk
- Bekir Aygün
- Mehmet Larçın
- Yavuz Selim Başar
- Naim Aygün
- Mehmet Bulut
- Muzaffer Deniz
- Osman Çırak
- Gürcan Ejderoğlu
- Yaşar Turhan
- Ömer Ülkü
- Olgun Aydın Peker
- Fatih Sandal
- Mustafa Bozbağ